# Landgericht Schweinfurt (älterer Ordnung)
Das Landgericht Schweinfurt (älterer Ordnung) war ein von 1804 bis 1879 bestehendes bayerisches Landgericht älterer Ordnung mit Sitz in Schweinfurt in Unterfranken. Die Landgerichte waren im Königreich Bayern Gerichts- und Verwaltungsbehörden, die 1862 in administrativer Hinsicht von den Bezirksämtern und 1879 in juristischer Hinsicht von den Amtsgerichten abgelöst wurden.

## Geschichte
Durch den Reichsdeputationshauptschluss kam die Reichsstadt Schweinfurt 1802 zu Bayern, drei Jahre bevor das Königreich Bayern gegründet wurde. Mit dem Übergang an Bayern wurde im Verlauf der Verwaltungsneugliederung Bayerns in Schweinfurt ein Landgericht älterer Ordnung errichtet. 1806 bis 1814 war es dann ein Landgericht im Großherzogtum Würzburg. Dieses kam im Jahr 1817 zum neu gegründeten Untermainkreis, dem Vorläufer des späteren Regierungsbezirks Unterfranken. Anlässlich der Einführung des Gerichtsverfassungsgesetzes am 1. Oktober 1879 wurde das Amtsgericht Schweinfurt errichtet, dessen Sprengel aus dem bisherigen Landgerichtsbezirk gebildet wurde. Zeitgleich wurde mit dem Landgericht Schweinfurt ein Landgericht im heutigen Sinn gebildet. 